# Megafauna ulv
|  | Maskinoversættelse og/eller tvivlsomt indhold Denne sides indhold bærer præg af at være en maskinoversættelse og/eller meget dårligt og uklart formuleret. Det vurderes at sproget er så dårligt og eventuelt forkert eller til at misforstå, at det bør omskrives eller oversættes på ny. Du kan hjælpe med at oversætte til korrekt dansk i denne og lignende artikler. Hvis dette ikke sker inden for kort tid, kan en sletning komme på tale. Se evt. denne sides diskussionsside eller i artikelhistorikken. |

En megafauna ulv (Canis cf. lupus, Canis milleri, Canis variabilis eller forhistorisk ulv) var en sen pleistocæn – tidlig holocæn hypercarnivor med samme størrelse som den store uddøde gråulv. En megafauna ulv havde kortere, bredere gane med store skarpe tænder relativ til skulderhøjden. Denne tilpasning tillod den at spise byttedyr og være ådselæder i den pleistocæne megafauna. Sådan en tilpasning er et eksempel på fenotypisk plasticitet. Megafauna ulven var engang udbredt over hele den nordlige holarktis.

## Navn
I 2007 dukkede ordene "megafauna" og "ulv" op separat i en forskningstitel. I 2013 anvendte en af forfatterne første gang termen "megafauna ulv" i en medieudgivelse.

## Taksonomi
Megafauna ulven (Canis cf. lupus, hvor cf. i latin betyder jævnfør, usikker) er endnu ikke blevet taksonomisk klassificeret som en ulv, men baseret på genetisk analyse formodes den at være en ekomorf af Canis lupus. Det forhistoriske ulve eksemplar fra Europa er blevet klassificeret som Canis lupus spelaeus (Goldfuss, 1823) - huleulven.